# Bell P-59 Airacomet
Bell P-59 Airacomet je lovsko letalo ameriške družbe Bell Aircraft Corporation. Letalo je bilo prvo ameriško reakcijsko letalo Armadnega letalstva ZDA (USAAF), katerega so začeli načrtovati jeseni leta 1941 in izdelovati v popolni tajnosti. Izdelava letala predstavlja enega najzgodnejših »črnih« projektov. V ta namen so prototipno letalo in motor lažno označili kot XP-59A in I-A, da bi sovražne obveščevalne službe zmotno mislile, da gre le za navadno turbopropelersko jurišno letalo. Letalstvo ni čakalo na prototipna letala in je naročilo trinajst preskusnih letal YP-59A. Bližnja okolica Oporišča Wright v Ohiu je bila preveč naseljena za tajni projekt in aprila 1942 so za preskušanje izbrali oporišče tedaj Letalskega korpusa Kopenske vojske ZDA (USAAC) pri Murocu v Kaliforniji.
S prvim prototipnim letalom XP-59A je Bellov preskusni pilot Bob Stanley prvič opravil več hitrostnih preskusov na tleh 1. oktobra 1942 nad jezerom Muroc (kasneje preimenovanim v znano Oporišče Armadnega letalstva in Letalskih sil Edwards), potem ko so ga z vlakom zakritega dostavili v Kalifornijo. Letalo je nekajkrat nenadzorovano letelo za kratek čas. Naslednji dan je z letalom prvič uradno poletel pilot Armadnega letalstva polkovnik »Bill« Craigie, in to samo trinajst mesecev po podpisu izdelavne pogodbe. 
Kmalu so častniki in inženirji, ki so delali na tem projektu, uvideli, kakšne dobre pogoje jim omogoča nova lega preizkuševalnega področja. Celoletno lepo vreme v Murocu, njegova okolica z odprtim zračnim prostorom in neposredna bližina letalske industrije okrog Los Angelesa so postale očitne prednosti.

## Različice
| Različica  | Število izdelanih letal | Opombe                        | Serijske številke Armadnega letalstva  |
| XP-59      | 0                       | Naročilo verjetno ustavljeno  | 41-19506/41-19507                      |
| XP-59A-BE  | 3                       |                               | 42-108784/42-108786                    |
| YP-59A-BE  | 13                      |                               | 42-108771/42-108783                    |
| P-59A-1-BE | 20                      |                               | 44-22609/44-22628;                     |
| P-59B-1-BE | 30                      | Izdelava 50. letal ustavljena | 44-22629/44-22658; (44-22659/44-22708) |